# بلینی-سور-اوش
بلینی-سور-اوش (به فرانسوی: Bligny-sur-Ouche) یک کمون در فرانسه با جمعیت ۸۴۷ نفر است که در Canton of Bligny-sur-Ouche واقع شده‌است.